# Estados Unidos en la Copa Mundial de Fútbol de 2022
La selección de Estados Unidos fue uno de los treinta y dos equipos participantes en la Copa Mundial de Fútbol de 2022, torneo que se llevó a cabo del 20 de noviembre al 18 de diciembre en Catar.
Fue la decimoprimera participación de Estados Unidos, formó parte del Grupo B, junto a Inglaterra, Gales e Irán. Avanzó hasta los octavos de final donde cayó eliminado ante Países Bajos.

## Clasificación
La selección de Estados Unidos inició su camino al mundial desde la tercera ronda de la clasificación de Concacaf, también conocido como el octogonal final. Debido a la pandemia de covid-19 en 2020 no se disputó ningún partido, comenzó en septiembre de 2021 con los encuentros correspondientes a las tres primeras fechas. Al terminar en el tercer lugar del octogonal clasificó de manera directa a la Copa Mundial.

### Tabla de posiciones
| Selección      | Pts. | PJ | PG | PE | PP | GF | GC | Dif |
| -------------- | ---- | -- | -- | -- | -- | -- | -- | --- |
| Canadá         | 28   | 14 | 8  | 4  | 2  | 23 | 7  | 16  |
| México         | 28   | 14 | 8  | 4  | 2  | 17 | 8  | 9   |
| Estados Unidos | 25   | 14 | 7  | 4  | 3  | 21 | 10 | 11  |
| Costa Rica     | 25   | 14 | 7  | 4  | 3  | 13 | 8  | 5   |
| Panamá         | 21   | 14 | 6  | 3  | 5  | 17 | 19 | –2  |
| Jamaica        | 11   | 14 | 2  | 5  | 7  | 12 | 22 | –10 |
| El Salvador    | 10   | 14 | 2  | 4  | 8  | 8  | 18 | –10 |
| Honduras       | 4    | 14 | 0  | 4  | 10 | 7  | 26 | –19 |

|  | Clasificados a la Copa Mundial. |
|  | Clasificado a los play-offs.    |

### Partidos
| Fecha                   | Lugar            | Jornada                  | Local          | Resultado | Visitante      |
| ----------------------- | ---------------- | ------------------------ | -------------- | --------- | -------------- |
| 2 de septiembre de 2021 | San Salvador     | Tercera ronda - Fecha 1  | El Salvador    | 0:0       | Estados Unidos |
| 5 de septiembre de 2021 | Nashville        | Tercera ronda - Fecha 2  | Estados Unidos | 1:1 (0:0) | Canadá         |
| 8 de septiembre de 2021 | San Pedro Sula   | Tercera ronda - Fecha 3  | Honduras       | 1:4 (1:0) | Estados Unidos |
| 7 de octubre de 2021    | Austin           | Tercera ronda - Fecha 4  | Estados Unidos | 2:0 (0:0) | Jamaica        |
| 10 de octubre de 2021   | Ciudad de Panamá | Tercera ronda - Fecha 5  | Panamá         | 1:0 (0:0) | Estados Unidos |
| 13 de octubre de 2021   | Columbus         | Tercera ronda - Fecha 6  | Estados Unidos | 2:1 (1:1) | Costa Rica     |
| 12 de noviembre de 2021 | Cincinnati       | Tercera ronda - Fecha 7  | Estados Unidos | 2:0 (0:0) | México         |
| 16 de noviembre de 2021 | Kingston         | Tercera ronda - Fecha 8  | Jamaica        | 1:1 (1:1) | Estados Unidos |
| 27 de enero de 2022     | Columbus         | Tercera ronda - Fecha 9  | Estados Unidos | 1:0 (0:0) | El Salvador    |
| 30 de enero de 2022     | Hamilton         | Tercera ronda - Fecha 10 | Canadá         | 2:0 (1:0) | Estados Unidos |
| 2 de febrero de 2022    | Saint Paul       | Tercera ronda - Fecha 11 | Estados Unidos | 3:0 (2:0) | Honduras       |
| 24 de marzo de 2022     | Ciudad de México | Tercera ronda - Fecha 12 | México         | 0:0       | Estados Unidos |
| 27 de marzo de 2022     | Orlando          | Tercera ronda - Fecha 13 | Estados Unidos | 5:1 (4:0) | Panamá         |
| 30 de marzo de 2022     | San José         | Tercera ronda - Fecha 14 | Costa Rica     | 2:0 (0:0) | Estados Unidos |

## Preparación

### Amistosos previos
| 1 de junio de 2022 | Estados Unidos                                | 3:0 (2:0) | Marruecos | TQL Stadium, Cincinnati                                    |                                                            |
| 19:30 (UTC-4)      | - Aaronson 26' - Weah 32' - Wright 64' (pen.) | Reporte   |           | Asistencia: 24 002 espectadores Árbitro(s): Ismael Cornejo | Asistencia: 24 002 espectadores Árbitro(s): Ismael Cornejo |

| 5 de junio de 2022 | Estados Unidos | 0:0     | Uruguay | Children's Mercy Park, Kansas City                          |                                                             |
| 17:00 (UTC-4)      |                | Reporte |         | Asistencia: 19 569 espectadores Árbitro(s): Adonai González | Asistencia: 19 569 espectadores Árbitro(s): Adonai González |

| 23 de septiembre de 2022 | Japón                     | 2:0 (1:0) | Estados Unidos | Merkur Spiel-Arena, Düsseldorf                         |                                                        |
| 14:25 (UTC+2)            | - Kamada 24' - Mitoma 88' | Reporte   |                | Asistencia: 5249 espectadores Árbitro(s): Felix Zwayer | Asistencia: 5249 espectadores Árbitro(s): Felix Zwayer |

| 27 de septiembre de 2022 | Arabia Saudita | 0:0     | Estados Unidos | Estadio Enrique Roca, Murcia                        |                                                     |
| 20:00 (UTC+2)            |                | Reporte |                | Asistencia: 364 espectadores Árbitro(s): Ivan Bebek | Asistencia: 364 espectadores Árbitro(s): Ivan Bebek |

### Partidos oficiales
| 10 de junio de 2022 | Estados Unidos                              | 5:0 (1:0) | Granada | Q2 Stadium, Austin        |                           |
| 21:00 (UTC-5)       | - Ferreira 43', 54', 56', 78' - Arriola 63' | Reporte   |         | Árbitro(s): Said Martínez | Árbitro(s): Said Martínez |

| 14 de junio de 2022 | El Salvador | 1:1 (1:0) | Estados Unidos | Estadio Cuscatlán, San Salvador |                         |
| 20:00 (UTC-6)       | Larín 36'   | Reporte   | Morris 90+2'   | Árbitro(s): César Ramos         | Árbitro(s): César Ramos |

## Plantel

### Lista de convocados
Entrenador:  Gregg Berhalter
La lista final fue anunciada el 9 de noviembre de 2022.
| No. | Pos. | Jugador                | Fecha de nacimiento (edad)         | Apa. | Goles | Club                     |
| --- | ---- | ---------------------- | ---------------------------------- | ---- | ----- | ------------------------ |
| 1   | POR  | Matt Turner            | 24 de junio de 1994 (28 años)      | 20   | 0     | Arsenal F. C.            |
| 2   | DEF  | Sergiño Dest           | 3 de noviembre de 2000 (22 años)   | 19   | 2     | A. C. Milan              |
| 3   | DEF  | Walker Zimmerman       | 19 de mayo de 1993 (29 años)       | 33   | 3     | Nashville S. C.          |
| 4   | MED  | Tyler Adams            | 14 de febrero de 1999 (23 años)    | 32   | 1     | Leeds United F. C.       |
| 5   | DEF  | Antonee Robinson       | 8 de agosto de 1997 (25 años)      | 29   | 2     | Fulham F. C.             |
| 6   | MED  | Yunus Musah            | 29 de noviembre de 2002 (19 años)  | 19   | 0     | Valencia C. F.           |
| 7   | DEL  | Giovanni Reyna         | 13 de noviembre de 2002 (20 años)  | 14   | 4     | Borussia Dortmund        |
| 8   | MED  | Weston McKennie        | 28 de agosto de 1998 (24 años)     | 37   | 9     | Juventus F. C.           |
| 9   | DEL  | Jesús Ferreira         | 24 de diciembre de 2000 (21 años)  | 15   | 7     | F. C. Dallas             |
| 10  | DEL  | Christian Pulisic      | 18 de septiembre de 1998 (24 años) | 52   | 21    | Chelsea F. C.            |
| 11  | DEL  | Brenden Aaronson       | 22 de octubre de 2000 (22 años)    | 24   | 6     | Leeds United F. C.       |
| 12  | POR  | Ethan Horvath          | 9 de junio de 1995 (27 años)       | 8    | 0     | Luton Town F. C.         |
| 13  | DEF  | Tim Ream               | 5 de octubre de 1987 (35 años)     | 46   | 1     | Fulham F. C.             |
| 14  | MED  | Luca de la Torre       | 23 de mayo de 1998 (24 años)       | 12   | 0     | R. C. Celta de Vigo      |
| 15  | DEF  | Aaron Long             | 12 de noviembre de 1992 (30 años)  | 29   | 3     | New York Red Bulls       |
| 16  | DEL  | Jordan Morris          | 26 de octubre de 1994 (28 años)    | 49   | 11    | Seattle Sounders F. C.   |
| 17  | MED  | Cristian Roldán        | 3 de junio de 1995 (27 años)       | 32   | 0     | Seattle Sounders F. C.   |
| 18  | DEF  | Shaquell Moore         | 2 de noviembre de 1996 (26 años)   | 15   | 1     | Nashville S. C.          |
| 19  | DEL  | Haji Wright            | 27 de marzo de 1998 (24 años)      | 3    | 1     | Antalyaspor K.           |
| 20  | DEF  | Cameron Carter-Vickers | 31 de diciembre de 1997 (24 años)  | 11   | 0     | Celtic F. C.             |
| 21  | DEL  | Timothy Weah           | 22 de febrero de 2000 (22 años)    | 25   | 3     | Lille O. S. C.           |
| 22  | DEF  | DeAndre Yedlin         | 9 de julio de 1993 (29 años)       | 75   | 0     | Inter de Miami           |
| 23  | MED  | Kellyn Acosta          | 24 de julio de 1995 (27 años)      | 53   | 2     | Los Angeles F. C.        |
| 24  | DEL  | Josh Sargent           | 20 de febrero de 2000 (22 años)    | 20   | 5     | Norwich City F. C.       |
| 25  | POR  | Sean Johnson           | 31 de mayo de 1989 (33 años)       | 10   | 0     | New York City F. C.      |
| 26  | DEF  | Joe Scally             | 31 de diciembre de 2002 (19 años)  | 3    | 0     | Borussia Mönchengladbach |

## Participación
- Los horarios son correspondientes a la hora local de Catar (UTC+3).

### Partidos
| Fecha           | Lugar | Instancia        | Local          |                             | Resultado |                           | Visitante      |
| --------------- | ----- | ---------------- | -------------- | --------------------------- | --------- | ------------------------- | -------------- |
| 21 de noviembre | Rayán | Fase de grupos   | Estados Unidos | Bandera de Estados Unidos   | 1:1 (1:0) | Bandera de Gales          | Gales          |
| 25 de noviembre | Jor   | Fase de grupos   | Inglaterra     | Bandera de Inglaterra       | 0:0       | Bandera de Estados Unidos | Estados Unidos |
| 29 de noviembre | Doha  | Fase de grupos   | Irán           | Bandera de Irán             | 0:1 (0:1) | Bandera de Estados Unidos | Estados Unidos |
| 3 de diciembre  | Rayán | Octavos de final | Países Bajos   | Bandera de los Países Bajos | 3:1 (2:0) | Bandera de Estados Unidos | Estados Unidos |

### Fase de grupos - Grupo B
| Selección      | Pts | PJ | PG | PE | PP | GF | GC | Dif |
| -------------- | --- | -- | -- | -- | -- | -- | -- | --- |
| Inglaterra     | 7   | 3  | 2  | 1  | 0  | 9  | 2  | +7  |
| Estados Unidos | 5   | 3  | 1  | 2  | 0  | 2  | 1  | +1  |
| Irán           | 3   | 3  | 1  | 0  | 2  | 4  | 7  | –3  |
| Gales          | 1   | 3  | 0  | 1  | 2  | 1  | 6  | –5  |

|  | Clasificados a los octavos de final. |

#### Estados Unidos vs. Gales
| 21 de noviembre | Estados Unidos | 1:1 (1:0) | Gales           | Estadio Áhmad bin Ali, Rayán                                                            |                                                                                         |
| 22:00           | Weah 36'       | Reporte   | Bale 82' (pen.) | Asistencia: 43 418 espectadores Árbitro(s): Abdulrahman Al-Jassim VAR: Abdulla Al-Marri | Asistencia: 43 418 espectadores Árbitro(s): Abdulrahman Al-Jassim VAR: Abdulla Al-Marri |

| 1          | Guardameta     | Matt Turner       |     |
| 2          | Defensa        | Sergiño Dest      | 74' |
| 3          | Defensa        | Walker Zimmerman  |     |
| 13         | Defensa        | Tim Ream          |     |
| 5          | Defensa        | Antonee Robinson  |     |
| 8          | Centrocampista | Weston McKennie   | 66' |
| 4          | Centrocampista | Tyler Adams       |     |
| 6          | Centrocampista | Yunus Musah       | 75' |
| 21         | Delantero      | Timothy Weah      | 88' |
| 24         | Delantero      | Josh Sargent      | 74' |
| 10         | Delantero      | Christian Pulisic |     |
| Entrenador | Entrenador     | Gregg Berhalter   |     |

| 1          | Guardameta     | Wayne Hennessey |       |
| 5          | Defensa        | Chris Mepham    |       |
| 6          | Defensa        | Joe Rodon       |       |
| 4          | Defensa        | Ben Davies      |       |
| 14         | Centrocampista | Connor Roberts  |       |
| 10         | Centrocampista | Aaron Ramsey    |       |
| 15         | Centrocampista | Ethan Ampadu    | 90+5' |
| 8          | Centrocampista | Harry Wilson    | 90+3' |
| 3          | Centrocampista | Neco Williams   | 79'   |
| 11         | Delantero      | Gareth Bale     |       |
| 20         | Delantero      | Daniel James    | 46'   |
| Entrenador | Entrenador     | Rob Page        |       |

| 11 | Delantero      | Brenden Aaronson | 66' |
| 23 | Centrocampista | Kellyn Acosta    | 74' |
| 19 | Delantero      | Haji Wright      | 74' |
| 22 | Defensa        | DeAndre Yedlin   | 75' |
| 16 | Delantero      | Jordan Morris    | 88' |

| 13 | Delantero      | Kieffer Moore   | 46'   |
| 9  | Delantero      | Brennan Johnson | 79'   |
| 22 | Centrocampista | Sorba Thomas    | 90+3' |
| 16 | Centrocampista | Joe Morrell     | 90+5' |

| Anotado | 36' | Timothy Weah | 1–0 |

| Anotado · Penal | 82' | Gareth Bale | 1–1 |

| Amonestado | 11'    | Sergiño Dest    |
| Amonestado | 13'    | Weston McKennie |
| Amonestado | 51'    | Timothy Weah    |
| Amonestado | 90+10' | Kellyn Acosta   |

| Amonestado | 40'   | Gareth Bale  |
| Amonestado | 45+2' | Chris Mepham |

| Árbitro             | Abdulrahman Al-Jassim |
| Árbitros asistentes | Taleb Al-Marri        |
| Árbitros asistentes | Saud Al-Maqaleh       |
| Cuarto árbitro      | Ma Ning               |
| Quinto árbitro      | Cao Yi                |
| VAR                 | Abdulla Al-Marri      |
| Adicionales VAR     | Rédouane Jiyed        |
| Adicionales VAR     | Mokrane Gourari       |
| Adicionales VAR     | Adil Zourak           |
| Adicionales VAR     | Elvis Noupue          |

| 1          | Guardameta     | Matt Turner       |     |
| 2          | Defensa        | Sergiño Dest      | 74' |
| 3          | Defensa        | Walker Zimmerman  |     |
| 13         | Defensa        | Tim Ream          |     |
| 5          | Defensa        | Antonee Robinson  |     |
| 8          | Centrocampista | Weston McKennie   | 66' |
| 4          | Centrocampista | Tyler Adams       |     |
| 6          | Centrocampista | Yunus Musah       | 75' |
| 21         | Delantero      | Timothy Weah      | 88' |
| 24         | Delantero      | Josh Sargent      | 74' |
| 10         | Delantero      | Christian Pulisic |     |
| Entrenador | Entrenador     | Gregg Berhalter   |     |

| 1          | Guardameta     | Wayne Hennessey |       |
| 5          | Defensa        | Chris Mepham    |       |
| 6          | Defensa        | Joe Rodon       |       |
| 4          | Defensa        | Ben Davies      |       |
| 14         | Centrocampista | Connor Roberts  |       |
| 10         | Centrocampista | Aaron Ramsey    |       |
| 15         | Centrocampista | Ethan Ampadu    | 90+5' |
| 8          | Centrocampista | Harry Wilson    | 90+3' |
| 3          | Centrocampista | Neco Williams   | 79'   |
| 11         | Delantero      | Gareth Bale     |       |
| 20         | Delantero      | Daniel James    | 46'   |
| Entrenador | Entrenador     | Rob Page        |       |

| 11 | Delantero      | Brenden Aaronson | 66' |
| 23 | Centrocampista | Kellyn Acosta    | 74' |
| 19 | Delantero      | Haji Wright      | 74' |
| 22 | Defensa        | DeAndre Yedlin   | 75' |
| 16 | Delantero      | Jordan Morris    | 88' |

| 13 | Delantero      | Kieffer Moore   | 46'   |
| 9  | Delantero      | Brennan Johnson | 79'   |
| 22 | Centrocampista | Sorba Thomas    | 90+3' |
| 16 | Centrocampista | Joe Morrell     | 90+5' |

| Anotado | 36' | Timothy Weah | 1–0 |

| Anotado · Penal | 82' | Gareth Bale | 1–1 |

| Amonestado | 11'    | Sergiño Dest    |
| Amonestado | 13'    | Weston McKennie |
| Amonestado | 51'    | Timothy Weah    |
| Amonestado | 90+10' | Kellyn Acosta   |

| Amonestado | 40'   | Gareth Bale  |
| Amonestado | 45+2' | Chris Mepham |

| Árbitro             | Abdulrahman Al-Jassim |
| Árbitros asistentes | Taleb Al-Marri        |
| Árbitros asistentes | Saud Al-Maqaleh       |
| Cuarto árbitro      | Ma Ning               |
| Quinto árbitro      | Cao Yi                |
| VAR                 | Abdulla Al-Marri      |
| Adicionales VAR     | Rédouane Jiyed        |
| Adicionales VAR     | Mokrane Gourari       |
| Adicionales VAR     | Adil Zourak           |
| Adicionales VAR     | Elvis Noupue          |

| \| Estadísticas \| \| \| \| Tiros \| 6 \| 7 \| \| Tiros a puerta \| 1 \| 3 \| \| Faltas \| 15 \| 10 \| \| Saques de esquina \| 5 \| 3 \| \| Penaltis \| 0 \| 1 \| \| Fueras de juego \| 1 \| 1 \| \| Posesión de balón \| 59% \| 41% \| | Alineación inicial        |                  |
| Estadísticas | Bandera de Estados Unidos | Bandera de Gales |
| Tiros | 6                         | 7                |
| Tiros a puerta | 1                         | 3                |
| Faltas | 15                        | 10               |
| Saques de esquina | 5                         | 3                |
| Penaltis | 0                         | 1                |
| Fueras de juego | 1                         | 1                |
| Posesión de balón | 59%                       | 41%              |

#### Inglaterra vs. Estados Unidos
| 25 de noviembre | Inglaterra | 0:0     | Estados Unidos | Estadio Al Bayt, Jor                                                        |                                                                             |
| 22:00           |            | Reporte |                | Asistencia: 68 463 espectadores Árbitro(s): Jesús Valenzuela VAR: Juan Soto | Asistencia: 68 463 espectadores Árbitro(s): Jesús Valenzuela VAR: Juan Soto |

| 1          | Guardameta     | Jordan Pickford  |     |
| 3          | Defensa        | Luke Shaw        |     |
| 6          | Defensa        | Harry Maguire    |     |
| 5          | Defensa        | John Stones      |     |
| 12         | Defensa        | Kieran Trippier  |     |
| 22         | Centrocampista | Jude Bellingham  | 69' |
| 4          | Centrocampista | Declan Rice      |     |
| 19         | Centrocampista | Mason Mount      |     |
| 17         | Delantero      | Bukayo Saka      | 78' |
| 9          | Delantero      | Harry Kane       |     |
| 10         | Delantero      | Raheem Sterling  | 68' |
| Entrenador | Entrenador     | Gareth Southgate |     |

| 1          | Guardameta     | Matt Turner       |     |
| 2          | Defensa        | Sergiño Dest      | 78' |
| 3          | Defensa        | Walker Zimmerman  |     |
| 13         | Defensa        | Tim Ream          |     |
| 5          | Defensa        | Antonee Robinson  |     |
| 8          | Centrocampista | Weston McKennie   | 77' |
| 4          | Centrocampista | Tyler Adams       |     |
| 6          | Centrocampista | Yunus Musah       |     |
| 21         | Delantero      | Timothy Weah      | 83' |
| 19         | Delantero      | Haji Wright       | 83' |
| 10         | Delantero      | Christian Pulisic |     |
| Entrenador | Entrenador     | Gregg Berhalter   |     |

| 7  | Delantero      | Jack Grealish    | 68' |
| 8  | Centrocampista | Jordan Henderson | 69' |
| 11 | Delantero      | Marcus Rashford  | 78' |

| 11 | Delantero | Brenden Aaronson | 77' |
| 18 | Defensa   | Shaquell Moore   | 78' |
| 7  | Delantero | Giovanni Reyna   | 83' |
| 24 | Delantero | Josh Sargent     | 83' |

| Árbitro             | Jesús Valenzuela    |
| Árbitros asistentes | Jorge Urrego        |
| Árbitros asistentes | Tulio Moreno        |
| Cuarto árbitro      | Yoshimi Yamashita   |
| Quinto árbitro      | Neuza Back          |
| VAR                 | Juan Soto           |
| Adicionales VAR     | Nicolás Gallo       |
| Adicionales VAR     | Diego Bonfá         |
| Adicionales VAR     | Julio Bascuñán      |
| Adicionales VAR     | Ezequiel Brailovsky |

| 1          | Guardameta     | Jordan Pickford  |     |
| 3          | Defensa        | Luke Shaw        |     |
| 6          | Defensa        | Harry Maguire    |     |
| 5          | Defensa        | John Stones      |     |
| 12         | Defensa        | Kieran Trippier  |     |
| 22         | Centrocampista | Jude Bellingham  | 69' |
| 4          | Centrocampista | Declan Rice      |     |
| 19         | Centrocampista | Mason Mount      |     |
| 17         | Delantero      | Bukayo Saka      | 78' |
| 9          | Delantero      | Harry Kane       |     |
| 10         | Delantero      | Raheem Sterling  | 68' |
| Entrenador | Entrenador     | Gareth Southgate |     |

| 1          | Guardameta     | Matt Turner       |     |
| 2          | Defensa        | Sergiño Dest      | 78' |
| 3          | Defensa        | Walker Zimmerman  |     |
| 13         | Defensa        | Tim Ream          |     |
| 5          | Defensa        | Antonee Robinson  |     |
| 8          | Centrocampista | Weston McKennie   | 77' |
| 4          | Centrocampista | Tyler Adams       |     |
| 6          | Centrocampista | Yunus Musah       |     |
| 21         | Delantero      | Timothy Weah      | 83' |
| 19         | Delantero      | Haji Wright       | 83' |
| 10         | Delantero      | Christian Pulisic |     |
| Entrenador | Entrenador     | Gregg Berhalter   |     |

| 7  | Delantero      | Jack Grealish    | 68' |
| 8  | Centrocampista | Jordan Henderson | 69' |
| 11 | Delantero      | Marcus Rashford  | 78' |

| 11 | Delantero | Brenden Aaronson | 77' |
| 18 | Defensa   | Shaquell Moore   | 78' |
| 7  | Delantero | Giovanni Reyna   | 83' |
| 24 | Delantero | Josh Sargent     | 83' |

| Árbitro             | Jesús Valenzuela    |
| Árbitros asistentes | Jorge Urrego        |
| Árbitros asistentes | Tulio Moreno        |
| Cuarto árbitro      | Yoshimi Yamashita   |
| Quinto árbitro      | Neuza Back          |
| VAR                 | Juan Soto           |
| Adicionales VAR     | Nicolás Gallo       |
| Adicionales VAR     | Diego Bonfá         |
| Adicionales VAR     | Julio Bascuñán      |
| Adicionales VAR     | Ezequiel Brailovsky |

| \| Estadísticas \| \| \| \| Tiros \| 8 \| 10 \| \| Tiros a puerta \| 3 \| 1 \| \| Faltas \| 9 \| 15 \| \| Saques de esquina \| 3 \| 7 \| \| Penaltis \| 0 \| 0 \| \| Fueras de juego \| 1 \| 0 \| \| Posesión de balón \| 56% \| 44% \| | Alineación inicial    |                           |
| Estadísticas | Bandera de Inglaterra | Bandera de Estados Unidos |
| Tiros | 8                     | 10                        |
| Tiros a puerta | 3                     | 1                         |
| Faltas | 9                     | 15                        |
| Saques de esquina | 3                     | 7                         |
| Penaltis | 0                     | 0                         |
| Fueras de juego | 1                     | 0                         |
| Posesión de balón | 56%                   | 44%                       |

#### Irán vs. Estados Unidos
| 29 de noviembre | Irán | 0:1 (0:1) | Estados Unidos | Estadio Al Thumama, Doha                                                      |                                                                               |
| 22:00           |      | Reporte   | Pulisic 38'    | Asistencia: 42 127 espectadores Árbitro(s): Mateu Lahoz VAR: Martínez Munuera | Asistencia: 42 127 espectadores Árbitro(s): Mateu Lahoz VAR: Martínez Munuera |

| 1          | Guardameta     | Alireza Beiranvand   |       |
| 23         | Defensa        | Ramin Rezaeian       |       |
| 19         | Defensa        | Majid Hosseini       |       |
| 8          | Defensa        | Morteza Pouraliganji |       |
| 5          | Defensa        | Milad Mohammadi      | 45+3' |
| 21         | Centrocampista | Ahmad Nourollahi     | 71'   |
| 6          | Centrocampista | Saeid Ezatolahi      |       |
| 3          | Centrocampista | Ehsan Hajsafi        | 72'   |
| 17         | Delantero      | Ali Gholizadeh       | 77'   |
| 20         | Delantero      | Sardar Azmoun        | 46'   |
| 9          | Delantero      | Mehdi Taremi         |       |
| Entrenador | Entrenador     | Carlos Queiroz       |       |

| 1          | Guardameta     | Matt Turner            |     |
| 2          | Defensa        | Sergiño Dest           | 82' |
| 20         | Defensa        | Cameron Carter-Vickers |     |
| 13         | Defensa        | Tim Ream               |     |
| 5          | Defensa        | Antonee Robinson       |     |
| 6          | Centrocampista | Yunus Musah            |     |
| 4          | Centrocampista | Tyler Adams            |     |
| 8          | Centrocampista | Weston McKennie        | 65' |
| 21         | Delantero      | Timothy Weah           | 82' |
| 24         | Delantero      | Josh Sargent           | 77' |
| 10         | Delantero      | Christian Pulisic      | 46' |
| Entrenador | Entrenador     | Gregg Berhalter        |     |

| 18 | Centrocampista | Ali Karimi       | 45+3' |
| 14 | Centrocampista | Saman Ghoddos    | 46'   |
| 16 | Centrocampista | Mehdi Torabi     | 71'   |
| 25 | Defensa        | Abolfazl Jalali  | 72'   |
| 10 | Delantero      | Karim Ansarifard | 77'   |

| 11 | Delantero      | Brenden Aaronson | 46' |
| 23 | Centrocampista | Kellyn Acosta    | 65' |
| 19 | Delantero      | Haji Wright      | 77' |
| 18 | Defensa        | Shaquell Moore   | 82' |
| 3  | Defensa        | Walker Zimmerman | 82' |

| Anotado | 38' | Christian Pulisic | 0–1 |

| Amonestado | 77'   | Majid Hosseini         |
| Amonestado | 83'   | Hossein Kanaanizadegan |
| Amonestado | 90+6' | Abolfazl Jalali        |

| Amonestado | 43' | Tyler Adams |

| Árbitro             | Antonio Mateu Lahoz                |
| Árbitros asistentes | Pau Cebrián Devís                  |
| Árbitros asistentes | Roberto Díaz Pérez del Palomar     |
| Cuarto árbitro      | Kevin Ortega                       |
| Quinto árbitro      | Jesús Sánchez                      |
| VAR                 | Juan Martínez Munuera              |
| Adicionales VAR     | Ricardo de Burgos Bengoetxea       |
| Adicionales VAR     | Neuza Back                         |
| Adicionales VAR     | Alejandro José Hernández Hernández |
| Adicionales VAR     | Bruno Pires                        |

| 1          | Guardameta     | Alireza Beiranvand   |       |
| 23         | Defensa        | Ramin Rezaeian       |       |
| 19         | Defensa        | Majid Hosseini       |       |
| 8          | Defensa        | Morteza Pouraliganji |       |
| 5          | Defensa        | Milad Mohammadi      | 45+3' |
| 21         | Centrocampista | Ahmad Nourollahi     | 71'   |
| 6          | Centrocampista | Saeid Ezatolahi      |       |
| 3          | Centrocampista | Ehsan Hajsafi        | 72'   |
| 17         | Delantero      | Ali Gholizadeh       | 77'   |
| 20         | Delantero      | Sardar Azmoun        | 46'   |
| 9          | Delantero      | Mehdi Taremi         |       |
| Entrenador | Entrenador     | Carlos Queiroz       |       |

| 1          | Guardameta     | Matt Turner            |     |
| 2          | Defensa        | Sergiño Dest           | 82' |
| 20         | Defensa        | Cameron Carter-Vickers |     |
| 13         | Defensa        | Tim Ream               |     |
| 5          | Defensa        | Antonee Robinson       |     |
| 6          | Centrocampista | Yunus Musah            |     |
| 4          | Centrocampista | Tyler Adams            |     |
| 8          | Centrocampista | Weston McKennie        | 65' |
| 21         | Delantero      | Timothy Weah           | 82' |
| 24         | Delantero      | Josh Sargent           | 77' |
| 10         | Delantero      | Christian Pulisic      | 46' |
| Entrenador | Entrenador     | Gregg Berhalter        |     |

| 18 | Centrocampista | Ali Karimi       | 45+3' |
| 14 | Centrocampista | Saman Ghoddos    | 46'   |
| 16 | Centrocampista | Mehdi Torabi     | 71'   |
| 25 | Defensa        | Abolfazl Jalali  | 72'   |
| 10 | Delantero      | Karim Ansarifard | 77'   |

| 11 | Delantero      | Brenden Aaronson | 46' |
| 23 | Centrocampista | Kellyn Acosta    | 65' |
| 19 | Delantero      | Haji Wright      | 77' |
| 18 | Defensa        | Shaquell Moore   | 82' |
| 3  | Defensa        | Walker Zimmerman | 82' |

| Anotado | 38' | Christian Pulisic | 0–1 |

| Amonestado | 77'   | Majid Hosseini         |
| Amonestado | 83'   | Hossein Kanaanizadegan |
| Amonestado | 90+6' | Abolfazl Jalali        |

| Amonestado | 43' | Tyler Adams |

| Árbitro             | Antonio Mateu Lahoz                |
| Árbitros asistentes | Pau Cebrián Devís                  |
| Árbitros asistentes | Roberto Díaz Pérez del Palomar     |
| Cuarto árbitro      | Kevin Ortega                       |
| Quinto árbitro      | Jesús Sánchez                      |
| VAR                 | Juan Martínez Munuera              |
| Adicionales VAR     | Ricardo de Burgos Bengoetxea       |
| Adicionales VAR     | Neuza Back                         |
| Adicionales VAR     | Alejandro José Hernández Hernández |
| Adicionales VAR     | Bruno Pires                        |

| \| Estadísticas \| \| \| \| Tiros \| 4 \| 12 \| \| Tiros a puerta \| 1 \| 5 \| \| Faltas \| 14 \| 10 \| \| Saques de esquina \| 1 \| 5 \| \| Penaltis \| 0 \| 0 \| \| Fueras de juego \| 2 \| 1 \| \| Posesión de balón \| 49% \| 51% \| | Alineación inicial |                           |
| Estadísticas | Bandera de Irán    | Bandera de Estados Unidos |
| Tiros | 4                  | 12                        |
| Tiros a puerta | 1                  | 5                         |
| Faltas | 14                 | 10                        |
| Saques de esquina | 1                  | 5                         |
| Penaltis | 0                  | 0                         |
| Fueras de juego | 2                  | 1                         |
| Posesión de balón | 49%                | 51%                       |

### Octavos de final

#### Países Bajos vs. Estados Unidos
| 3 de diciembre | Países Bajos                             | 3:1 (2:0) | Estados Unidos | Estadio Internacional Khalifa, Rayán                                          |                                                                               |
| 18:00          | - Depay 10' - Blind 45+1' - Dumfries 81' | Reporte   | Wright 76'     | Asistencia: 44 856 espectadores Árbitro(s): Wilton Sampaio VAR: Nicolás Gallo | Asistencia: 44 856 espectadores Árbitro(s): Wilton Sampaio VAR: Nicolás Gallo |

| 23         | Guardameta     | Andries Noppert |       |
| 2          | Defensa        | Jurriën Timber  |       |
| 4          | Defensa        | Virgil van Dijk |       |
| 5          | Defensa        | Nathan Aké      | 90+4' |
| 22         | Centrocampista | Denzel Dumfries |       |
| 15         | Centrocampista | Marten de Roon  | 46'   |
| 21         | Centrocampista | Frenkie de Jong |       |
| 17         | Centrocampista | Daley Blind     |       |
| 14         | Centrocampista | Davy Klaassen   | 46'   |
| 8          | Delantero      | Cody Gakpo      | 90+4' |
| 10         | Delantero      | Memphis Depay   | 83'   |
| Entrenador | Entrenador     | Louis van Gaal  |       |

| 1          | Guardameta     | Matt Turner       |       |
| 2          | Defensa        | Sergiño Dest      | 75'   |
| 3          | Defensa        | Walker Zimmerman  |       |
| 13         | Defensa        | Tim Ream          |       |
| 5          | Defensa        | Antonee Robinson  | 90+2' |
| 6          | Centrocampista | Yunus Musah       |       |
| 4          | Centrocampista | Tyler Adams       |       |
| 8          | Centrocampista | Weston McKennie   | 67'   |
| 21         | Delantero      | Timothy Weah      | 67'   |
| 9          | Delantero      | Jesús Ferreira    | 46'   |
| 10         | Delantero      | Christian Pulisic |       |
| Entrenador | Entrenador     | Gregg Berhalter   |       |

| 20 | Centrocampista | Teun Koopmeiners | 46'   |
| 7  | Delantero      | Steven Bergwijn  | 46'   |
| 25 | Centrocampista | Xavi Simons      | 83'   |
| 3  | Defensa        | Matthijs de Ligt | 90+4' |
| 19 | Delantero      | Wout Weghorst    | 90+4' |

| 7  | Delantero | Giovanni Reyna   | 46'   |
| 19 | Delantero | Haji Wright      | 67'   |
| 11 | Delantero | Brenden Aaronson | 67'   |
| 22 | Defensa   | DeAndre Yedlin   | 75'   |
| 16 | Delantero | Jordan Morris    | 90+2' |

| Anotado | 10'   | Memphis Depay   | 1–0 |
| Anotado | 45+1' | Daley Blind     | 2–0 |
| Anotado | 81'   | Denzel Dumfries | 3–1 |

| Anotado | 76' | Haji Wright | 2–1 |

| Amonestado | 60' | Teun Koopmeiners |
| Amonestado | 87' | Frenkie de Jong  |

| Árbitro             | Wilton Sampaio    |
| Árbitros asistentes | Bruno Boschilia   |
| Árbitros asistentes | Bruno Pires       |
| Cuarto árbitro      | Andrés Matonte    |
| Quinto árbitro      | Nicolás Tarán     |
| VAR                 | Nicolás Gallo     |
| Adicionales VAR     | Juan Soto         |
| Adicionales VAR     | Ashley Beecham    |
| Adicionales VAR     | Mauro Vigliano    |
| Adicionales VAR     | Jerson dos Santos |

| 23         | Guardameta     | Andries Noppert |       |
| 2          | Defensa        | Jurriën Timber  |       |
| 4          | Defensa        | Virgil van Dijk |       |
| 5          | Defensa        | Nathan Aké      | 90+4' |
| 22         | Centrocampista | Denzel Dumfries |       |
| 15         | Centrocampista | Marten de Roon  | 46'   |
| 21         | Centrocampista | Frenkie de Jong |       |
| 17         | Centrocampista | Daley Blind     |       |
| 14         | Centrocampista | Davy Klaassen   | 46'   |
| 8          | Delantero      | Cody Gakpo      | 90+4' |
| 10         | Delantero      | Memphis Depay   | 83'   |
| Entrenador | Entrenador     | Louis van Gaal  |       |

| 1          | Guardameta     | Matt Turner       |       |
| 2          | Defensa        | Sergiño Dest      | 75'   |
| 3          | Defensa        | Walker Zimmerman  |       |
| 13         | Defensa        | Tim Ream          |       |
| 5          | Defensa        | Antonee Robinson  | 90+2' |
| 6          | Centrocampista | Yunus Musah       |       |
| 4          | Centrocampista | Tyler Adams       |       |
| 8          | Centrocampista | Weston McKennie   | 67'   |
| 21         | Delantero      | Timothy Weah      | 67'   |
| 9          | Delantero      | Jesús Ferreira    | 46'   |
| 10         | Delantero      | Christian Pulisic |       |
| Entrenador | Entrenador     | Gregg Berhalter   |       |

| 20 | Centrocampista | Teun Koopmeiners | 46'   |
| 7  | Delantero      | Steven Bergwijn  | 46'   |
| 25 | Centrocampista | Xavi Simons      | 83'   |
| 3  | Defensa        | Matthijs de Ligt | 90+4' |
| 19 | Delantero      | Wout Weghorst    | 90+4' |

| 7  | Delantero | Giovanni Reyna   | 46'   |
| 19 | Delantero | Haji Wright      | 67'   |
| 11 | Delantero | Brenden Aaronson | 67'   |
| 22 | Defensa   | DeAndre Yedlin   | 75'   |
| 16 | Delantero | Jordan Morris    | 90+2' |

| Anotado | 10'   | Memphis Depay   | 1–0 |
| Anotado | 45+1' | Daley Blind     | 2–0 |
| Anotado | 81'   | Denzel Dumfries | 3–1 |

| Anotado | 76' | Haji Wright | 2–1 |

| Amonestado | 60' | Teun Koopmeiners |
| Amonestado | 87' | Frenkie de Jong  |

| Árbitro             | Wilton Sampaio    |
| Árbitros asistentes | Bruno Boschilia   |
| Árbitros asistentes | Bruno Pires       |
| Cuarto árbitro      | Andrés Matonte    |
| Quinto árbitro      | Nicolás Tarán     |
| VAR                 | Nicolás Gallo     |
| Adicionales VAR     | Juan Soto         |
| Adicionales VAR     | Ashley Beecham    |
| Adicionales VAR     | Mauro Vigliano    |
| Adicionales VAR     | Jerson dos Santos |

| \| Estadísticas \| \| \| \| Tiros \| 11 \| 17 \| \| Tiros a puerta \| 6 \| 8 \| \| Faltas \| 10 \| 5 \| \| Saques de esquina \| 4 \| 5 \| \| Penaltis \| 0 \| 0 \| \| Fueras de juego \| 0 \| 3 \| \| Posesión de balón \| 41% \| 59% \| | Alineación inicial          |                           |
| Estadísticas | Bandera de los Países Bajos | Bandera de Estados Unidos |
| Tiros | 11                          | 17                        |
| Tiros a puerta | 6                           | 8                         |
| Faltas | 10                          | 5                         |
| Saques de esquina | 4                           | 5                         |
| Penaltis | 0                           | 0                         |
| Fueras de juego | 0                           | 3                         |
| Posesión de balón | 41%                         | 59%                       |

## Estadísticas

### Participación de jugadores
| N.° | Pos        | Jugador       | PJ | Minutos jugados | Goles recibidos | Atajos | Tarjetas amarillas | Doble tarjeta amarilla y roja | Tarjetas rojas |
| --- | ---------- | ------------- | -- | --------------- | --------------- | ------ | ------------------ | ----------------------------- | -------------- |
| 1   | Guardameta | Matt Turner   | 4  | 360             | 4               | 9      | 0                  | 0                             | 0              |
| 12  | Guardameta | Ethan Horvath | 0  | 0               | 0               | 0      | 0                  | 0                             | 0              |
| 25  | Guardameta | Sean Johnson  | 0  | 0               | 0               | 0      | 0                  | 0                             | 0              |

| N.° | Pos            | Jugador                | PJ | Minutos jugados | Goles | Asistencias | Tarjetas Amarillas | Doble tarjeta amarilla y roja | Tarjetas rojas |
| --- | -------------- | ---------------------- | -- | --------------- | ----- | ----------- | ------------------ | ----------------------------- | -------------- |
| 2   | Defensa        | Sergiño Dest           | 4  | 309             | 0     | 1           | 1                  | 0                             | 0              |
| 3   | Defensa        | Walker Zimmerman       | 4  | 278             | 0     | 0           | 0                  | 0                             | 0              |
| 4   | Centrocampista | Tyler Adams            | 4  | 360             | 0     | 0           | 1                  | 0                             | 0              |
| 5   | Defensa        | Antonee Robinson       | 4  | 360             | 0     | 0           | 0                  | 0                             | 0              |
| 6   | Centrocampista | Yunus Musah            | 4  | 345             | 0     | 0           | 0                  | 0                             | 0              |
| 7   | Delantero      | Giovanni Reyna         | 2  | 51              | 0     | 0           | 0                  | 0                             | 0              |
| 8   | Centrocampista | Weston McKennie        | 4  | 275             | 0     | 0           | 1                  | 0                             | 0              |
| 9   | Delantero      | Jesús Ferreira         | 1  | 45              | 0     | 0           | 0                  | 0                             | 0              |
| 10  | Delantero      | Christian Pulisic      | 4  | 316             | 1     | 2           | 0                  | 0                             | 0              |
| 11  | Delantero      | Brenden Aaronson       | 4  | 81              | 0     | 0           | 0                  | 0                             | 0              |
| 13  | Defensa        | Tim Ream               | 4  | 360             | 0     | 0           | 1                  | 0                             | 0              |
| 14  | Centrocampista | Luca de la Torre       | 0  | 0               | 0     | 0           | 0                  | 0                             | 0              |
| 15  | Defensa        | Aaron Long             | 0  | 0               | 0     | 0           | 0                  | 0                             | 0              |
| 16  | Delantero      | Jordan Morris          | 2  | 2               | 0     | 0           | 0                  | 0                             | 0              |
| 17  | Centrocampista | Cristian Roldán        | 0  | 0               | 0     | 0           | 0                  | 0                             | 0              |
| 18  | Defensa        | Shaquell Moore         | 2  | 20              | 0     | 0           | 0                  | 0                             | 0              |
| 19  | Delantero      | Haji Wright            | 4  | 135             | 1     | 0           | 0                  | 0                             | 0              |
| 20  | Defensa        | Cameron Carter-Vickers | 1  | 90              | 0     | 0           | 0                  | 0                             | 0              |
| 21  | Delantero      | Timothy Weah           | 4  | 320             | 1     | 0           | 0                  | 0                             | 0              |
| 22  | Defensa        | DeAndre Yedlin         | 2  | 31              | 0     | 0           | 0                  | 0                             | 0              |
| 23  | Centrocampista | Kellyn Acosta          | 2  | 40              | 0     | 0           | 1                  | 0                             | 0              |
| 24  | Delantero      | Josh Sargent           | 3  | 158             | 0     | 0           | 0                  | 0                             | 0              |
| 26  | Defensa        | Joe Scally             | 0  | 0               | 0     | 0           | 0                  | 0                             | 0              |

### Goleadores
| N.°   | Jugador           | Anotado | PJ | Prom. | Jugada | Cabeza | TL | Penal |
| ----- | ----------------- | ------- | -- | ----- | ------ | ------ | -- | ----- |
| 1     | Timothy Weah      | 1       | 4  | 0.25  | 1      | 0      | 0  | 0     |
| 2     | Christian Pulisic | 1       | 4  | 0.25  | 1      | 0      | 0  | 0     |
| 3     | Haji Wright       | 1       | 4  | 0.25  | 1      | 0      | 0  | 0     |
| Total | Total             | 3       | 4  | 0.75  | 3      | 0      | 0  | 0     |

### Asistencias
| N.°   | Jugador           | Asistencia | Jugada | Cabeza | TL | SdE |
| ----- | ----------------- | ---------- | ------ | ------ | -- | --- |
| 1     | Christian Pulisic | 2          | 2      | 0      | 0  | 0   |
| 2     | Sergiño Dest      | 1          | 0      | 1      | 0  | 0   |
| Total | Total             | 3          | 2      | 1      | 0  | 0   |

### Tarjetas disciplinarias
| N.°   | Jugador         | Amonestado | Otorgado · Expulsado | Expulsado | Sanción |
| ----- | --------------- | ---------- | -------------------- | --------- | ------- |
| 1     | Sergiño Dest    | 1          | 0                    | 0         |         |
| 2     | Weston McKennie | 1          | 0                    | 0         |         |
| 3     | Tim Ream        | 1          | 0                    | 0         |         |
| 4     | Kellyn Acosta   | 1          | 0                    | 0         |         |
| 5     | Tyler Adams     | 1          | 0                    | 0         |         |
| Total | Total           | 5          | 0                    | 0         |         |